# Похорје
Похорје (словен. Pohorje) је планина алпског планинског венца у северном делу Словеније. Највиши врхови су Црни Врх (1 543 m (5.062 ft)) и незнатно нижи „Велика Копа”, а затим Језерски врх који се диже до 1 537 m (5.043 ft).

## Положај
Похорје спада у најистуреније планине Алпа, на самом источном делу њиховог пружања, пре него што се планинско тло спусти у Панонску низију. У Словенији се Похорје пружа између долина Драве на северу и истоку, Дравиње на југу, Савиње на југозападу и Мислиње на западу.
Најближи градови Похорју су: Марибор, Велење, Дравоград, Словенска Бистрица.

## Географија
Похорје се налази јужно од реке Драве. Може се рећи да лежи у троуглу чија су темена градови Марибор (на истоку), Дравоград (на западу) и Словенске Коњице (на југу). На северозападу омеђена је реком Мислињом, на југу низијом Витање (Витањско подоље), на истоку се спушта до Дравске равнице (Дравско поље), а на југоистоку прелази у своје подножје (Подпохорске горице). Простире се на око 50 km (31 mi) од истока до запада и 30 km (19 mi) од севера до југа, а заузима површину од око 840 km2 (320 sq mi). Шуме покривају преко 70% њене површине.

## Геологија
Похорје је млади планински масив, а представља најисточнији део Централних Алпа. То је једини планински ланац у Словенији изграђен од силикатне стене. Периферни делови Похорја садрже метаморфне стене палеозојске старости, а средишњи делови магматску стену, посебно гранодиорит (познатог и као Похорски тоналит) и дацит.
У близини села Чезлак лежи вероватно једино познато налазиште цизлакита (кварцни монзогабро; зелена плутонска стена). Јужни делови Похорја познати су по белом мермеру, који се вадио у римско доба.

## Туризам
Похорје, иако невисока планина за услове Словеније, има развијену туристичку посећеност и добру опремљеност за зимске спортове.